# Lina Haag
Lina Haag (geb. Jäger, amtlich Pauline; * 18. Januar 1907 in Hagkling, damalige Gemeinde Altersberg, Württemberg; † 18. Juni 2012 in München) war eine deutsche Politikerin (KPD, DKP) und Widerstandskämpferin gegen das NS-Regime.

## Leben
Lina Jägers Mutter arbeitete als Magd, ihr Vater als Arbeiter. Er gehörte der Unabhängigen Sozialdemokratischen Partei Deutschlands (USPD) an und brachte seine Tochter in den Kommunistischen Jugendverband Deutschlands (KJVD). Im KJVD lernte sie um 1920 ihren künftigen Mann Alfred Haag kennen, der ebenfalls in einfachen Verhältnissen aufgewachsen war und mit dem sie später eine Tochter bekam.
Am 10. April 1933 wurde Lina Haag aufgrund ihrer politischen Tätigkeiten verhaftet. Sie kam in die Landesstrafanstalt Gotteszell und wurde am 21. Dezember desselben Jahres entlassen. Lina Haag wurde 1935 vom Leiter der Abteilung „Mediendienst“ Friedrich Mußgay in Gewahrsam genommen und im Polizeigefängnis „Büchsenschmiere“ von ihm verhört. Danach kam sie 20 Monate im Frauenuntersuchungsgefängnis in der Weimarstraße 20, in Stuttgart in Untersuchungshaft. In dieser saß sie unter anderem mit der Kommunistin Liselotte „Lilo“ Herrmann ein, die am 20. Juni 1938 wegen Landesverrats hingerichtet wurde. In der Weimarstraße lernte sie unter anderem Trudl Geßmann, Elisabeth Scholl, Schwester von Hans und Sophie Scholl sowie Paula Löffler und Irmgard Böttinger kennen. Am 24. Januar 1938 wurde Lina Haag dann wegen Landesverrats zu zwei Jahren Haft verurteilt. Die restlichen vier Monate Haft musste sie wieder in der Frauenhaftanstalt Gotteszell in Schwäbisch Gmünd verbringen. Nach ihrer Haftzeit wurde sie umgehend im Konzentrationslager Lichtenburg in Schutzhaft genommen, wo sie bis April 1939 bleiben musste.
Nach ihrer Freilassung schaffte sie es, zu Heinrich Himmler vorzudringen, dem Reichsführer SS und Chef der Deutschen Polizei, und sich dort für die Freilassung ihres Mannes Alfred Haag einzusetzen. Haag, 1930 als jüngster KPD-Abgeordneter in den Stuttgarter Landtag gewählt, saß im KZ Mauthausen ein. Lina Haag hatte damit Erfolg. Ihr Mann wurde jedoch an die Ostfront geschickt und kehrte erst 1948 aus einem sowjetischen Kriegsgefangenenlager zurück.
Lina und Fred Haag brachten viele Verfolgte des Naziregimes bei sich unter, beispielsweise Oskar Maria Graf, der aus seinem New Yorker Exil nur noch zu Besuchen in Deutschland war.
2007 erhielt sie den Dachau-Preis für Zivilcourage.

## Auszeichnungen
- 2007: Dachau-Preis für Zivilcourage

## Film
- Aug’ in Aug’ mit Himmler. Ein Porträt der Widerstandskämpferin Lina Haag. Berg Film Produktions GmbH (Andreas Lechner), 2005. Drehbuch und Regie: Andreas Gruber

## Belege
1. ↑  Staatsarchiv Ludwigsburg E 356 i Bü 2188 (Gefangenenpersonalakte)
2. ↑  Markus Springer: Eine Überlebensgeschichte. (Memento des Originals vom 18. Juli 2011 im Internet Archive)  Info: Der Archivlink wurde automatisch eingesetzt und noch nicht geprüft. Bitte prüfe Original- und Archivlink gemäß Anleitung und entferne dann diesen Hinweis. In: Sonntagsblatt, 6. Mai 2007, abgerufen am 20. Juni 2012.
3. ↑  Barbara Distel: Zum Tod der Widerstandskämpferin Lina Haag. In: sueddeutsche.de, abgerufen am 20. Juni 2012.
4. ↑  Heiner Jestrabek: Lina Haag * 18. 01. 2007. In: frei denkend selbstbestimmt. 22 Portraits freigeistiger Frauen. Berlin 2007, S. 64–66.
5. ↑  Lina Haag: Eine Hand voll Staub. Hrsg.: Lina Haag. Band 1. Silberburg_Verlag, Tübingen, ISBN 3-87407-581-8.
6. ↑  Barbara Hardinghaus: Der Jahrhundertmensch; in: Der Spiegel, Heft 51/2007, 17. Dezember 2007; S. 76; abgerufen am 20. Juni 2012.
7. ↑  Broschüre über die Preisträgerin Lina Haag (PDF) (Memento vom 7. März 2012 im Internet Archive)

| Personendaten    | Personendaten                       |
| ---------------- | ----------------------------------- |
| NAME             | Haag, Lina                          |
| KURZBESCHREIBUNG | kommunistische Widerstandskämpferin |
| GEBURTSDATUM     | 18. Januar 1907                     |
| GEBURTSORT       | Hagkling, Altersberg                |
| STERBEDATUM      | 18. Juni 2012                       |
| STERBEORT        | München                             |